# Ibrahim Muçaj
Ibrahim Muçaj (ur. 8 grudnia 1944 we Wlorze, zm. 5 stycznia 2010 w Tiranie) – albański reżyser, scenarzysta i producent filmowy. 

## Życiorys
W 1968 ukończył studia na wydziale aktorskim Instytutu Sztuk w Tiranie. Po studiach pracował jako asystent reżysera. Pierwszy raz pojawił się na planie jako asystent Viktora Gjiki w filmie I teti ne bronz. Współpracował także z Hysenem Hakanim, Piro Milkanim i Kristaqem Dhamo. W 1971 rozpoczął samodzielną realizację filmów dokumentalnych – jego debiutem był film Nowa pieśń. Pierwszym filmem fabularnym w jego dorobku był nakręcony w 1975 obraz Dimri i fundit, za który otrzymał nagrodę na II Festiwalu Filmów Albańskich. Zrealizował łącznie 8 filmów dokumentalnych i 10 filmów fabularnych. Filmy fabularne powstały w duecie reżyserskim z Kristaqem Mitro, w realizacji filmów dokumentalnych pomagał mu syn Irvin. W latach 1995–1997 kierował studiem filmowym ALBAFILM.
Za swoją działalność artystyczną został w 1987 wyróżniony tytułem Zasłużonego Artysty (alb. Artist i Merituar), a także odznaczony Orderem Naima Frasheriego 1 kl..
Zmarł na atak serca we własnym mieszkaniu.
Był żonaty (żona Liria).

## Filmy fabularne
- 1975: Dimri i fundit
- 1976: Tokë e përgjakur
- 1978: Nusja dhe shtetërrethimi
- 1979: Liri a vdekje
- 1981: Në prag të lirisë
- 1982: Njeriu i mirë
- 1983: Apasionata
- 1984: Duaje emrin tënd
- 1985: Enveri ynë
- 1987: Telefoni i një mëngjesi
- 1990: Një djalë edhe një vajzë
- 2003: Një ditë e mrekullueshme

## Filmy dokumentalne
- 1971: Kënga e re (Nowa pieśń)
- 1971: Në gjurmët e novatorëve (Śladami racjonalizatorów)
- 1973: Miniera e Çervenakës (Kopalnie Cervenake)
- 1974: Jeta e një përmendoreje (Życie jednego pomnika)
- 1974: Lufta për bukën (Walka o chleb)
- 1998: Një tokë, që lundron (Ziemia, która płynie)
- 2000: Dëshpërimisht (Z desperacją)

## Scenariusze filmowe
- 1981: Në prag të lirisë